# 린 나이팅게일
린 나이팅게일(영어: Lynn Nightingale, 1956년 8월 5일~)은 캐나다의 은퇴한 피겨스케이팅 선수이다.

## 경력
에드먼턴 출신으로 1974년부터 1977년까지 캐나다 선수권 대회에서 우승했다. 캐나다 국가대표 선수로도 활동하여 1976년에는 오스트리아 인스브루크에서 열린 1976년 동계 올림픽에서 9위를 했다.
이후 1977년에 은퇴했으며, 1985년에 웨스턴온타리오 대학을 졸업했다.

## 대회 성적
| 대회             | 1972-73 | 1973-74 | 1974-75 | 1975-76 | 1976-77 |
| ---------------- | ------- | ------- | ------- | ------- | ------- |
| 올림픽           |         |         |         | 9위     |         |
| 세계 선수권 대회 | 10위    | 6위     | 7위     | 7위     | 8위     |